# نرویچ تریر
نرویچ تریر (به انگلیسی: Norwich Terrier)، نام یکی از نژادهای سگ است که خاستگاه آن به بریتانیا بازمی‌گردد. این نژاد در حالت بالغ به‌طور میانگین ۵٫۰–۵٫۵ کیلوگرم (۱۱٫۰–۱۲٫۱ پوند) وزن دارد. نرویچ تریر در حالت بالغ ۲۴–۲۵٫۵ سانتیمتر (۹٫۴–۱۰٫۰ اینچ) ارتفاع دارد. نرویچ تریر در هر بار زایمان ۱ تا ۳ توله می‌زاید.